# 哥白尼纪念碑 (华沙)
哥白尼纪念碑是波兰首都华沙的著名地标之一，位于克拉科夫郊区街的斯塔西茨宮（波兰科学院所在地）前，1822年由贝特尔·托瓦尔森设计，1830年竣工。托瓦尔森的1822年的原始石膏模型和1821年的小型模型都保存在哥本哈根的托瓦尔森博物館。
青铜雕像表现文艺复兴时期天文学家尼古拉·哥白尼手持圆规和环形球仪。

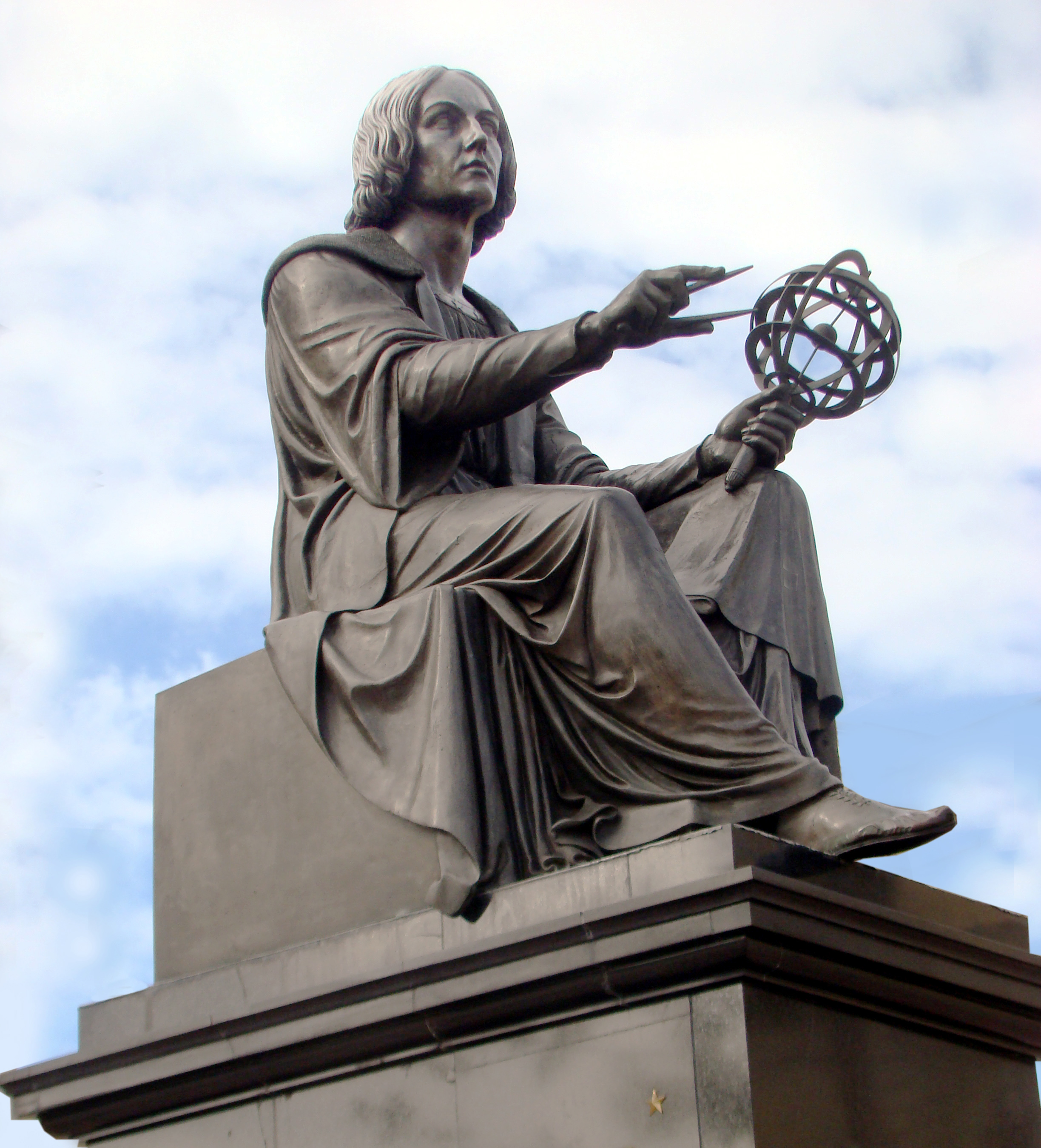
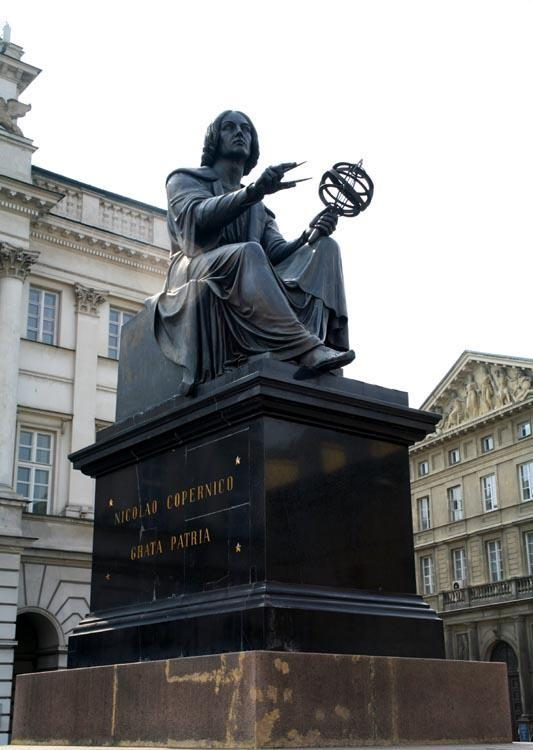
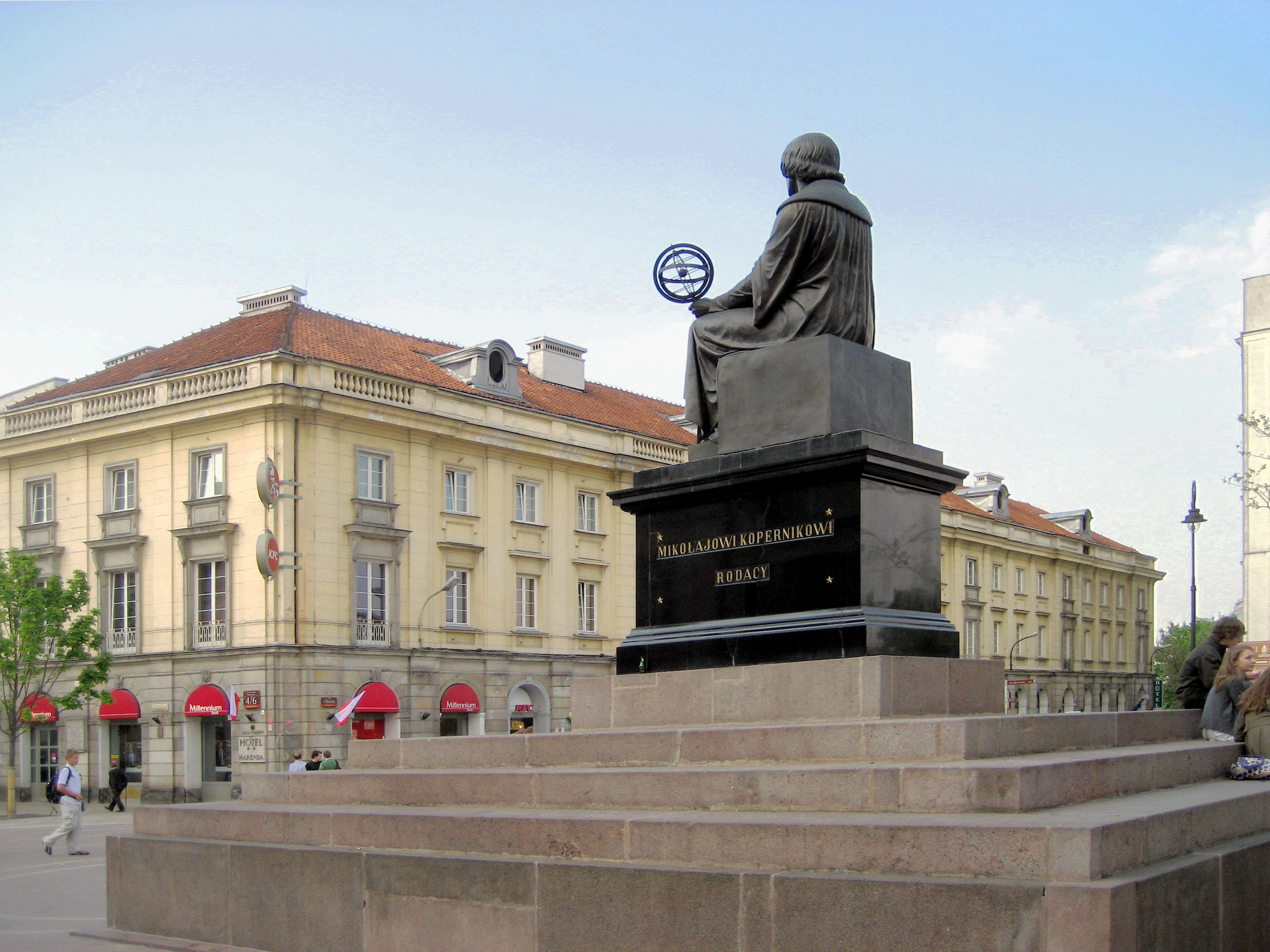